# The Eminence in Shadow
The Eminence in Shadow (яп. 陰の実力者になりたくて! Кагэ но дзицурёкуся ни наритакутэ!, «Восхождение в тени») — ранобэ, написанное Дайсукэ Айдзавой, а также манга и аниме, выпущенные на его основе.
Изначально история публиковалась автором в форме веб-романа на любительском сайте Shōsetsuka ni Narō с мая 2018 года, но вскоре была приобретена издательством Enterbrain для печати в формате ранобэ с иллюстрациями Тодзая. Первый том был выпущен в ноябре 2018 года.
Манга-адаптация основной истории с иллюстрациями Анри Сакано публикуется в сэйнэн-журнале Comp Ace издательства Kadokawa Shoten с декабря 2018 года, а с июля 2019 года в нём же выпускается спин-офф история Kage no Jitsuryokusha ni Naritakute! Shadow Gaiden (яп. 陰の実力者になりたくて！ しゃどーがいでん) за авторством Seta U. 
В октябре 2022 года состоялась премьера первого сезона аниме-сериала студии Nexus на основе ранобэ. В феврале 2023 года было анонсировано продолжение аниме.

## Сюжет
В современной Японии обычный школьник мечтает стать героем и спасать всех, оставаясь в тени, но попадает под грузовик и умирает. После чего он рождается в новом мире под именем Сид Кагэно, где обнаруживает, что в мире есть магия, которая бы помогла бы ему осуществить свою мечту из предыдущей жизни.
Однажды он спасает девушку-эльфийку и вылечивает её от загадочной болезни. В ответ на её вопросы о произошедшем он рассказывает ей историю о управляющем всем миром из-за кулис культе Дьяблоса, которому противостоит ведомая им тайная организация «Сад теней», и о поисках потомков героев прошлого, которые смогут помочь остановить культ. Эльфийка, получив имя Альфа, начинает вербовать новых членов для Сада, постепенно собирая целую команду вокруг Сида, использующего для операций имя «Тень», чтобы бороться с культом.
В то же время сам Сид вполне осознаёт, что у него синдром восьмиклассника, и считает всю свою историю полным вымыслом, который он нёс, вживаясь в вымышленного персонажа. Он верит, что остальные в организации просто ему подыгрывают, не подозревая, что все его выдумки в новом мире стали правдой.

## Персонажи
- Сид Кагэно (シド・カゲノー, Shido Kagenō) — главный герой, который является сыном знатной семьи в новом мире. Переродился в нём из современной Японии. Он является лидером «Сада теней», организации, которая борется в тени против культа Дьяблоса, но он считает, что обе организации вымышлены, а их участники просто играют в ролевые игры. Сид старается действовать скрытно, но у него есть тендеция совершать действия, которые позволят ему выглядеть «круче».
- Клэр Кагэно (クレア・カゲノー, Kurea Kagenō) — старшая сестра Сида, искусный магический мечник. Она считает себя сильнее Сида и помыкает им повсюду, но на деле искренне о нём заботится. Позже она поглощает Дьяблоса и становится его хозяином, но Сид думает, что она лишь играет роль.
- Алексия Мидгар (アレクシア・ミドガル, Arekushia Midogaru) — надменная принцесса, постоянно создающие проблемы для Сида. Какое-то время они притворялись, что встречаются, но если она за это время влюбилась в него, то Сид не мог дождаться, когда они расстанутся. Одна из немногих вне «Сада теней», кому доводилось встречаться с Тенью, хотя и не подозревает, что это Сид.
- Айрис Мидгар (アイリス・ミドガル, Airisu Midogaru) — первая принцесса королевства Мидгар и глава рыцарского ордена. Обладает талантом к фехтованию и считается одной из лучших мечников королевства. Айрис создала независимую группу из солдат, чтобы защищать мир от любых угроз, будь то культ или Сад.
- Роза Ориана (ローズ・オリアナ, Rōzu Oriana) — принцесса соседнего королевства Орианы. Хотя её страна известна своими искусствами, Роза предпочла заниматься фехтованием и поступила в академию Мидгара. Когда она позже вступает в «Сад теней», то начинает использовать псевдоним «666».

### Сад теней
- Альфа (アルファ, Alpha) — первая из теней «Сада теней», получающая вливание магической силы непосредственно от самого Сида. выглядит как прекрасная эльфийка. Сид случайно спас её от одержимости демоном, за что она поклялась ему в верности, а потом собрала и возглавила остальных шесть теней.
- Бета (ベータ, Bēta) — вторая из теней «Сада теней». Эльфийка, известная своей красотой. Она записывает «военные хроники тени», в которых рассказывает о происходящих с Тенью событиях. Благодаря публикации пересказанных Сидом ей популярных историй из его прошлого мира, таких как «Унесённые призраками» и «Человек-паук», Бета стала известной писательницей.
- Гамма (ガンマ, Gamma) — третья из теней «Сада теней», хотя она физически слаба, но зато очень умна. Она отвечает за развитие и управление компанией «Мицугоси», финансирующей «Сад теней». Благодаря рассказам Сида о товарах и услугах из прошлого мира, она смогла воссоздать некоторые из них и неплохо на этом заработать.
- Дельта (デルタ, Delta) — четвёртая из теней «Сада теней», зверолюд с чертами собаки. Благодаря своей звериной природе также обладает обостренными чувствами. Чрезвычайно сильна и жестока. Слушается лишь тех, кто сильнее её, признав Альфу и Сида таковыми.
- Эпсилон (イプシロン, Ipushiron (Epsilon)) — пятая из теней «Сада теней», надменная эльфийская девушка. Искусно использует одежду из слизи, которую носят члены Сада. Она всемирно известная пианистка, сделавшей популярной «Лунную сонату», которой её научил Сид.

- Дзета (ゼータ, Zēta) — шестая из теней «Сада теней», зверолюд с чертами кошки. Отвечает за разведку и добычу информации, путешествует по миру в поисках новых достопримечательностей и продуктов.
- Эта (イータ, Īta) — седьмая и последняя из теней «Сада теней», главный учёный организации. У неё проблемы со сном, так что в любой момент может упасть в обморок.

Члены «Сада теней», присоединившиеся после первых семи, получают в качестве имён цифры.

## Медиа

### Ранобэ
Изначально история публиковалась автором в форме веб-романа на любительском сайте Shōsetsuka ni Narō с мая 2018 года, но вскоре была приобретена издательством Enterbrain для печати в формате ранобэ с иллюстрациями Тодзая. Первый том был выпущен в ноябре 2018 года. На конец 2022 года вышло 5 томов.
Издательство Yen Press лицензировало серию для публикации на английском языке.
| - Пролог: Подготовка идеальной сцены! - Глава 1: Запуск учебного пособия по теневому брокеру! - Глава 2: Принятие на себя роли второстепенного персонажа в школе! - Глава 3: Мое официальное начало в качестве вдохновителя в действии! - Глава 4: Две стороны Сада теней?! | - Глава 5: Освоение мирной жизни ничтожества! - Глава 6: Сцена, где террористы захватывают школу - Заключительная глава: Моя идея абсолютного командира Теней! - Хроники Мастера Тени Полная версия: Том 1 |

| - Пролог: В Линдвурм, Священную землю! - Глава 1: Веселые времена на суде Богини! - Глава 2: Исследование святилища! - Глава 3: Когда все становится скучным, самое время для взрывчатки! - Глава 4: Эта ситуация требует "кто такой этот парень?!" - Глава 5: Битва за привлечение только MVP! | - Глава 6: Вдохновитель Всегда играет на Пианино при Лунном свете! - Глава 7: Демонстрирую капельку своей силы! - Глава 8: Взгляни на мои истинные силы! - Заключительная глава: Кто же этот Таинственный Задира?! - Хроники Мастера Тени Полная версия: Том 2 |

| - Пролог: Направляемся в Город беззакония на осенних каникулах! - Глава 1: Охота на беззаконных городских бандитов! - Глава 2: Штурм Багровой башни! - Глава 3: Преследование Кровавой королевы! - Вспомогательная глава: Полевые заметки о младшем брате — Юной Клэр! | - Глава 4: Я уничтожу все это и начну с нуля! - Глава 5: Печать фальшивых денег, когда Мицугоси расправляется с Крупным корпоративным альянсом! - Глава 6: Оборот поддельных наличных! - Эпилог: Тот, кто уничтожит все это и начнет с нуля — с фальшивыми купюрами! - Хроники Мастера Тени Полная версия: Том 3 |

| - Пролог: Пришло время для войны в королевстве Ориана! - Глава 1: Срыв свадьбы Розы Орианы! - Глава 2: Начинаем операцию: Препятствие! - Глава 3: Срыв церемонии! - Вспомогательная глава: Восстание слоя модных хулиганов! | - Глава 4: Скрывающийся в темноте в фантастической Японии! - Глава 5: Шныряем по Японии, Совсем как в старые добрые времена!! - Глава 6: Что-то подозрительно пахнет… Но Возвышение в Тени Всегда раскрывает дело! - Эпилог: Узрите, Полноценное Возвышение в Тени! - Хроники Мастера Тени Полная версия: Том 4 |

### Манга
Манга-адаптация основной истории с иллюстрациями Анри Сакано публикуется в сэйнэн-журнале Comp Ace издательства Kadokawa Shoten с декабря 2018 года. На конец 2022 года главы были собраны и выпущены в виде 10 томов.
| Список томов The Eminence in Shadow | Список томов The Eminence in Shadow | Список томов The Eminence in Shadow |
| №                                   | Дата публикации                     | ISBN                                |
| ----------------------------------- | ----------------------------------- | ----------------------------------- |
| 1                                   | 25 июля 2019                        | ISBN 978-4-04-108471-7              |
| 2                                   | 24 сентября 2019                    | ISBN 978-4-04-108683-4              |
| 3                                   | 25 июня 2020                        | ISBN 978-4-04-109326-9              |
| 4                                   | 25 августа 2020                     | ISBN 978-4-04-109332-0              |
| 5                                   | 26 февраля 2021                     | ISBN 978-4-04-111002-7              |
| 6                                   | 25 июня 2021                        | ISBN 978-4-04-111564-0              |
| 7                                   | 26 марта 2022                       | ISBN 978-4-04-111565-7              |
| 8                                   | 26 сентября 2022                    | ISBN 978-4-04-112936-4              |
| 9                                   | 25 октября 2022                     | ISBN 978-4-04-112937-1              |
| 10                                  | 25 ноября 2022                      | ISBN 978-4-04-112938-8              |

С июля 2019 года в том же журнале выпускается спин-офф история Kage no Jitsuryokusha ni Naritakute! Shadow Gaiden (яп. 陰の実力者になりたくて！ しゃどーがいでん) за авторством Seta U. На конец 2022 года вышло 4 тома.
| Список томов Kage no Jitsuryokusha ni Naritakute! Shadow Gaiden | Список томов Kage no Jitsuryokusha ni Naritakute! Shadow Gaiden | Список томов Kage no Jitsuryokusha ni Naritakute! Shadow Gaiden |
| №                                                               | Дата публикации                                                 | ISBN                                                            |
| --------------------------------------------------------------- | --------------------------------------------------------------- | --------------------------------------------------------------- |
| 1                                                               | 25 июня 2020                                                    | ISBN 978-4-04-109327-6                                          |
| 2                                                               | 26 февраля 2021                                                 | ISBN 978-4-04-109333-7                                          |
| 3                                                               | 26 марта 2022                                                   | ISBN 978-4-04-112378-2                                          |
| 4                                                               | 25 октября 2022                                                 | ISBN 978-4-04-113040-7                                          |
| 5                                                               | 25 декабря 2022                                                 | ISBN 978-4-04-737311-2                                          |

### Аниме
Выход аниме-сериала был анонсирован в четвёртом томе ранобэ 26 февраля 2021 года. Производством сериала занялась студия Nexus, режиссером стал Кадзуя Наканиси, сценарий написан Канъити Кату, дизайн персонажей — Макото Иино, а музыка — Канъэтиро Суэхаро. Премьера состоялась 5 октября 2022 года на AT-X и других сетях..
Sentai Filmworks лицензировала сериал для североамериканского релиза, и HIDIVE будет транслировать его.
| 01 | Ненавистный одноклассник «Кирай на курасумэйто» (嫌いなクラスメイト)                                                               | Кадзуя Наканъиси  | Канъити Като    | 5 октября 2022  |
| История начинается от лица Аканэ Нисино - известной актрисы, хорошей ученицы и популярной в школе девушки, хотя за этим фасадом скрывается её настоящий характер. Когда она оказывается похищена преступниками, её спасает скрывающийся под маской линчеватель. Она подозревает, что им мог быть Кагэно, но несколько дней спустя узнаёт, что он попал под грузовик. Главный герой вспоминает, что в прошлом хотел стать теневым владыкой, способным противостоять любой угрозе, из-за чего изучал все возможные боевые искусства. Теперь же он переродился в новом мире, где существует магия и где он надеится воплотить свои мечты в жизнь. | |                   |                 |                 |
| 2 | «Начало „Сада теней“» транслит..: «Кэссэй сядо: га:дэн» (ориг..: 結成シャドウガーデン)                                             | Кадзуя Наканъиси  | Канъити Като    | 12 октября 2022 |
| В новом мире герой получает имя Сид Кагэно и оказывается сыном барона. Как и раньше, он тайно тренируется, а затем возобновляет свою активность в роли линчевателя. Однажды он случайно спасает эльфийскую девушку и, чтобы развлечься, объясняет её спасение историей о «Саде теней» и злом культе Дьяблоса. Но девушка ему верит и клянётся в верности, получая от него имя Альфа. Три года спустя Альфа помогла собрать ему семь теней. Вместе они спасают от культа Дьяблоса похищенную сестру Сида Клэр. В то время как Сид считает, что девушки просто подыгрывают ему в его ролевой игре и на деле они сражались с простыми бандитами. Так что когда они объявляют, что решили разойтись по всему миру, чтобы расширить влияние «Сада теней», Сид решает, что им просто надоела игра. | |                   |                 |                 |
| 3 | «Банальный боец» транслит..: «Бондзин но кэн» (ориг..: 凡人の剣)                                                                   | Дайсукэ Такасима  | Канъити Като    | 19 октября 2022 |
| Сид поступает в Мидгардскую академию и старается не выделяться. Из-за проигрыша пари и плохих оценок на тестах он вынужден признаться в любви второй принцессе Алексии, учащейся в той же школе, будучи уверенным, что она ему откажет, но неожиданном принцесса соглашается с ним встречаться. Она хочет использовать его, чтобы разорвать помолвку со своим женихом. Спустя две недели Сид хвалит стиль фехтования Алексии, чувствующей себя ущербной в сравнении с её старшей сестрой и талантливой мечницей. Эта похвала злит Алексию, так что она разрывает отношения с ним. На следующий день она пропадает, а ее жених приказывает арестовать Сида по подозрению в похищении. | |                   |                 |                 |
| 4 | «Награда за садизм» транслит..: «Кагяку э но хо:сю:» (ориг..: 加虐への報酬)                                                        | Хадзуки Мидзумото | Кунъихико Окада | 26 октября 2022 |
| Рыцари пытают Сида, чтобы найти Алексию, но он притворяется невинным НПС. Через пять дней первая принцесса Айрис приказывает отпустить его. Выйдя на свободу, Сид встречает Альфу, которая сообщает, что тени всё ещё продолжают свою работу, что впечатляет героя, считающего это за знак, что они все еще готовы иногда играть с ним. Альфа вызывает на помощь для спасения Алексии 114 солдат "Сада теней". В то же время учёный впрыскивает кровь Алексии девушке-мутанту, из-за чего та превращается в демона, убмвает создателя и освобождает принцессу. Пытаясь сбежать, Алексея встречает своего жениха, на деле продавшего её культу в обмен на более высокую должность в нём, и проигрывает ему. Тем временем Сид считая похищение делом всего лишь продажных рыцарей, а приведённых Альфой солдат - нанятыми актёрами, расправляется с рыцарями и добирается до Алексии. | |                   |                 |                 |
| 5 | «Теперь я…» транслит..: «Ай аму……» (ориг..: アイ・アム……)                                                                          | Кадзуя Наканъиси  | Мио Иноуэ       | 2 ноября 2022   |
| Девушка-демон бесчинствует в городе, пока её не останавливает Альфа на виду у принцессы Айрис. Сид побеждает жениха Алексии, но тот успевает съесть таблетки, чтобы обернуться демоном, так что герою приходится использовать волшебную бомбу, расщепляющую всё на атомы, включая большую часть эвакуированного города. Алексия спасена и теперь мечтает овладеть тем стилем фехтования, который продемонстрировал Тень во время боя с ее женихом. В то же время она предлагает Сиду по-настоящему встречаться, но он отказывается. Альфа возвращается к расследованию группы, притворяющейся «Садом теней». | |                   |                 |                 |
| 6 | «Самозванцы» транслит..: «Ицувару моно» (ориг..: 偽る者)                                                                           | Дайсукэ Такасима  | Канъити Като    | 9 ноября 2022   |
| Сад ложных Теней начинает совершать убийства. Найдена культовая реликвия, и Айрис отдает ее розововолосой студентке Шерри, самому блестящему исследователю королевства. Друзья Сида приводят его в новый универмаг, где выясняется, что подчиненный Сида Гамма открыла магазин, чтобы финансировать Сад Теней, с филиалами в каждом городе мира. Сид впечатлен, но в очередной раз убежден, что Гамма играет роль, не подозревая, что теперь он владеет десятками магазинов, что делает его одним из самых богатых людей в мире. Он также встречает, новейшую Тень. По дороге домой Сид замечает, как Алексия сражается с несколькими убийцами, поэтому он спасает Алексию, убивает убийц и передает одного выжившего для допроса. В другом месте босс убийцы, Гонт Найт, подтверждает, что они обнаружили реликвию. Алексия подтверждает, что Сад Теней - не настоящие убийцы, хотя Айрис по-прежнему настаивает, что они враги королевства. Используя шоколад из магазина Сида, Гали признается девушке, но ее жених наказывает его. По также признается девушке, но его арестовывают как преследователя. Сид решает просто раздать оставшийся шоколад кому попало, которым случайно оказывается Шерри. Ее приемный отец, заместитель директора Руслан, сообщает наивной Шерри, что шоколад, вероятно, предназначался для признания в любви и для того, чтобы она быстро определилась с ответом, чтобы не заставлять Сида ждать. | |                   |                 |                 |
| 7 | «Турнир по фехтованию: интриги и кровопролитие» транслит..: «Бо:ряку то рю:кэцу но кэндзюцу тайкай» (ориг..: 謀略と流血の剣術大会) | Кадзуя Наканъиси  | Кунъихико Окада | 16 ноября 2022  |
| Ни сообщает Тени, что убийца, которого она допрашивала, был типичным пехотинцем Культа; сиротам промыли мозги наркотиками и магией. Один из таких солдат, Рекс, находится в городе с культовой миссией. Сид озабочен тем, что его друзья включили его в турнир академии по фехтованию, чтобы произвести впечатление на девушек. Ну ошибочно думает, что Сид, разглагольствующий о фестивале, - это он, замышляющий расправу с Рексом. На фестивале Сид устраивает дуэли со студенческим президентом принцессой Роуз и, все еще играя роль тайного героя, скрывающего свои навыки, неоднократно симулирует травму. Рефери в конце концов объявляет Роуз победительницей, но она впечатлена боевым духом Сид. Шерри просит Сида подружиться, прежде чем они подумают о свидании, хотя Сид совершенно забыл, кто такая Шерри, и решает просто избегать ее. Шерри спрашивает Алексию о ее отношениях с Сидом и радуется, когда Алексия говорит, что их отношения были фальшивыми, хотя в глубине души Алексия расстроена, что Сид интересуется другой девушкой. Объявляются выборы на замещение пустующего места в студенческом совете. Изможденный рыцарь возводит антимагический барьер, позволяя поддельному Саду Теней захватить академию. Роза пытается бороться, но без своей магии она почти убита, а Сид ранен, безрассудно бросаясь защищать ее. | |                   |                 |                 |
| 8 | «Нападение на Академию Тёмных рыцарей» транслит..: «Нэраварэта макэнси гакуэн» (ориг..: 狙われた魔剣士学園)                        | Дайсукэ Такасима  | Мио Иноуэ       | 23 ноября 2022  |
| Сид был в восторге от возможности выглядеть круто, сражаясь с террористами, и спас Роуз, чтобы выглядеть героически. Роуз ошибочно думает, что Сид пожертвовал собой, потому что любит ее. Студентов отводят в аудиторию, и Сид тайно исцеляет себя. Рекс нападает на Шерри, чтобы забрать реликвию, но Алые рыцари Айрис помогают ей сбежать. Сид начинает убивать террористов и спасает Шерри. Шерри идентифицирует реликвию, создающую барьер, Глаз Алчности, который поглощает магию и взрывается, когда наполняется. Сид приходит к выводу, что культ использует Глаз, чтобы убить студентов и помешать им стать рыцарями. Реликвия, которую исследовала Шерри, - это блок управления Глазом, и она надеется, что он сможет остановить взрыв. Нуждаясь в инструментах из своей комнаты, Сид вызвался их достать. Рекс предупреждает Гонта Найта, что кто-то убивает их людей, и Гонт Найт подозревает, что это настоящий Сад Теней. Выясняется, что истинная цель Гонта Найта - быть восстановленным в Рыцарях Раунда. Сид убивает Рекса. Ну видит, что единственный выживший Алый рыцарь - это Марко, ее бывший жених, и испытывает искушение убить его. Сид задерживает Ни и ее собратьев-Теней от нападения на террористов до тех пор, пока у Шерри не будет готова под-контрольная реликвия. Ни решает оставить Марко в живых. | |                   |                 |                 |
| 9 | «Разоблачение» транслит..: «Ицувари но хатэ» (ориг..: 偽りの果て)                                                                  | Кадзуя Наканъиси  | Канъити Като    | 30 ноября 2022  |
| Шерри активирует контрольную реликвию, деактивируя Глаз и его барьер. Тень в тени прибывает под видом Преосвященства, и его армия Теней начинает уничтожать террористов. Айрис в ярости из-за того, что, похоже, Теневой сад несет ответственность за нападение. Сид находит Гонта Найта, сжигающего исследования Шерри, и раскрывает, что он Руслан, приемный отец Шерри. Руслан объясняет, что когда-то он был мастером фехтования, пока болезнь не ослабила его. Веря, что Глаз может вылечить его, он завязал отношения с женщиной, изучавшей его, матерью Шерри. Когда она стала слишком напугана, чтобы продолжать свои исследования, Руслан убил ее и взял Шерри в качестве пешки, чтобы завершить необходимые ему исследования. Руслан объединяет Глаз с контрольной реликвией и восстанавливает свои утраченные навыки владения мечом. Сид по-прежнему лучший фехтовальщик, поэтому Руслан хвастается, что обвинил Сад Теней во всех своих преступлениях. Беззаботно Сид убивает Руслана, свидетелем чего является Шерри. Королевство объявляет Сад Теней террористической организацией. Шерри сообщает Сиду, что будет скучать по нему, но после смерти Руслана она решила перевестись в академию научных исследований, чтобы преследовать свою новую цель. Сид спрашивает, какова ее новая цель; она настаивает, что это секрет, но ее темная аура говорит о том, что ее новая цель зловещая. | |                   |                 |                 |
| 10 | «Священные земли» транслит..: «Сэйти гиман но мияко» (ориг..: 聖地・欺瞞の都)                                                      | Дайсукэ Накасима  | Кунъихико Окада | 7 декабря 2022  |
| Летние каникулы начинаются раньше, и большинство студентов решают отправиться домой. Так как дома Сиду нечего делать, он решает остаться в общежитии, но вскоре понимает, что и там ему делать нечего. Вскоре он получает письмо от Альфы, рассказывающее ему о Божественном испытании. Роза догадывается, что Сид прибыл, чтобы принять участие в испытании Богини, ведь если он получит благословение, то она сможет поднять вопрос об их общем будущем перед своим отцом. Но сид считает, что она просто хочет обратить его в свою религию и старается выкрутиться. Он встречается с Бетой, предстающей известной писательницей, и получает от нее новое задание. В то же время культисты убивают архиепископа церкви Богини, и хотя Эпсилон расправляется с одним из его подручных, убийце удаётся скрыться. | |                   |                 |                 |
| 11 | «Испытание Богини» транслит..: «Мэгами но сирэн» (ориг..: 女神の試練)                                                              | Дайсукэ Такасима  | Мио Иноуэ       | 14 декабря 2022 |
| Сид отправляется на горячие источники и обнаруживает там Алексию. Принцесса рассказывает, что часть испытания - сражение с духами известных воинов. Она занимается сейчас расследованием убийства архиепископа, но ей приказывает остановить его главный подозреваемый. В ходе испытания многие воины оказываются унижены, когда перед ними не появляется ни одного духа для сражения, что подразумевает, что они не достойны сражаться с ними. Следующим участником становится Сид, кого в тайне внесла в список Роуз. Чтобы не выдать себя, он срывает проведение Испытания, появившись в образе Тени, но перед Тенью появляется дух Авроры, известной как сильнейшая в истории ведьма. Сид справляется с ней и покидает арену, считая бой слишком легким, ведь Аврора не могла использовать все свои силы. В результате его действий барьер вокруг арены падает и срабатывает новый призыв, впечатляющий наблюдавших за этим теней. | |                   |                 |                 |
| 12 | «Истина в глубинах памяти» транслит..: «Киоку но нака но синдзицу» (ориг..: 記憶の中の真実)                                        | Кадзуя Наканъиси  | Канъити Като    | 21 декабря 2022 |
| Появившаяся после победы волшебная дверь настойчиво следует за Сидом, так что он решает войти в неё. Другие тени Сада следуют за ним, похитив Нельсона, также как Алексия и Роуз. Сид освобождает заточенную Аврору, и она рассказывает, что это место является Святилищем, где хранится память всех древних героев. Если уничтожить его ядро, все воспоминания сотрутся. Раньше это место использовалось культом для экспериментов для воскрешения Дьяблоса, многие подопытные гибли, но некоторые становились сильными героями. В результате экспериментов обнаружилось. что рука Дьяблоса раз в год дает 12 пилюль, дарующих год бессмертия лидерам культа — рыцарям Круглого стола, одним из которых является Нельсон. Нельсон обращается в демона и, контролируя Святилище, разбрасывает всех по разным воспоминаниям, чтобы с помощью своих копий уничтожить всех по одному. | |                   |                 |                 |
| 13 | «Кровавая развязка и жертва разрушению» транслит..: «Сё:мэцу ни сасагэру кэтто:» (ориг..: 消滅に捧げる血闘)                        | Дайсукэ Такасима  | Кунъихико Окада | 28 декабря 2022 |
| Эпсилон раскрывает, что все семь теней - девушки, выжившие в экспериментах культа, которых Сид вылечил от побочных эффектов. Эпсилон крадет материалы из архива культа, пока Дельта расправляется с копиями Нельсона, после чего всех теней и обеих принцесс телепортирует наружу. Добравшийся до ядра Сид вступает в бой с героем Оливером, призванной Нельсоном, но находит дуэль скучной, так как герой ведет себя как марионетка. Он говорит вмешавшейся Авроре, что узнал одну из тайн Святилища, и лишь улыбается, когда Оливер пронзает его насквозь. | |                   |                 |                 |
| 14 | «Твоя ложь, твоё желание» транслит..: «Кими но усо, кими но нэгай» (ориг..: 君の嘘、君の願い)                                      | Кадзуя Наканъиси  | Мио Иноуэ       | 4 января 2023   |
| Сид хватает Оливер и убивает её, укусив, говоря что позволил ей ударить его так, чтобы не задеть ни одного органа. Он также раскрывает, что понятая им тайна заключается в том. что Святилище поглощает всю магию из воздуха, так что если уплотнить магию и сконцентрировать, например, в глазу, то её можно будет вновь использовать. С помощью своего заклинания волшебной бомбы он уничтожает Нельсона и ядро Святилища. Алексия и Роуз решают, что должны создать свою собственную тайную организацию против культа и Сада. Бета соглашается присоединиться к ним, чтобы следить за ними. Альфа узнает из архивов, что Аврора и есть Дьяблос. Церковь Богини явно замешана с культом, но Алексея не может вмешаться из-за политики, и Айрис решает заслужить повышение среди рыцарей, чтобы обладать собственной политической силой. Роуз обнаруживает, что может быть заражена демонической кровью. | |                   |                 |                 |
| 15 | «Самый сильный слабак» транслит..: «Сайкё: сайдзяку но отоко» (ориг..: 最強最弱の男)                                               | Дайсукэ Такасима  | Канъити Като    | 11 января 2023  |
| Фестиваль Боджо начинается, и сильные воины со всего мира начинают собираться. Увидев их, Сид тоже хочет вступить в турнир, чтобы выглядеть слабым и таким образом поразить всех, победив своих противников и шокировав, насколько он силен. Сид навещает Гамму и просит помощи в обмане и участии в фестивале Боджи . Гамма удивляется, почему, но Сид говорит, что не может ей рассказать. Гамма использует слизевой гель, который поможет ему скрыть свое лицо и придать ему нужную форму. Она показывает ему фотографии того, как он хочет выглядеть, и Сид говорит, что хочет выглядеть слабым. Гамма предлагает персонажа по имени "Фониус Персон", ленивого Темного Рыцаря без навыков. Его семья изгнала его, и он умер пять лет назад незамеченным и незапомненным. Сид соглашается, и Гамма превращает его в Фониуса. Аннероз, которой удалось вызвать древнего воина на Испытании Богини, видит Сида в его облике Фониуса. Посмотрев на его дешевую экипировку и больное телосложение, она говорит, что он новичок и предупреждает его не участвовать в Фестивале Боджо. Сид говорит ей не судить книгу по обложке и что он не нуждается в ее помощи. Он уходит, улыбаясь тому, что его обман сработал. Его мгновенно останавливает Куинтон, который говорит ему, что он должен послушать совет Аннероз. Квинтон объясняет, что он участвовал несколько раз в Фестивале Боджо, и каждый раз были такие слабаки, как Сид, поэтому лучше, если он просто уйдет. Сид говорит, что он по крайней мере сильнее Квинтона. Это злит Куинтона, который поднимает Сида и бьет его в переулке. Сид всё равно говорит, что он слаб, что только раздражает Куинтон еще больше. Сид замечает, что сейчас он может сделать несколько ходов и победить его, но у него нет намерения сражаться, и оставляет Куинтону возможность избивать его. В конечном итоге Аннероз останавливает Куинтона. Она извиняется перед Сидом и говорит, что могла бы остановить драку в любой момент, но решила дать Куинтону отбиться, чтобы Сид не получил бы больше травм на фестивале. Сид уходит, что удивляет Аннероз, что он не пострадал. Она представляется и спрашивает имя Сида, и он раскрывает, что его имя - Фониус Персон. Сид советует ей расслабиться и делать то, что приносит ей счастье, хотя бы раз. Во время предварительных боев Голди, искусный, но надоедливо высокомерный рыцарь, советует Хёро Гали, как надо выявить воинов, наиболее вероятно победивших, и разочаровывается, когда Сид, как Фониус, выигрывает бой, не сдвигаясь с места, вопреки его прогнозу. Только бдительная Аннероз замечает, что Фониус двигался так быстро, что победил своего противника, даже не начав бой. Голдо объявляет, что победа Фониуса сделала его следующим соперником Голди. На следующее утро объявляется, что Роза ударила Факина Изврата и затем исчезла. | |                   |                 |                 |
| 16 | «Скрытые намерения» транслит..: «Миэдзару синъи» (ориг..: 見えざる真意)                                                            | Ёсинобу Токумото  | Кунъихико Окада | 18 января 2023  |
| Алексия и Бета рассматривают ситуацию с Розой. Королевство Ориана хочет решить эту проблему самостоятельно и просит Королевство Мидгар не вмешиваться. Поскольку Перв Эссхат является сыном одного из герцогов Ориана, если они арестуют Розу, она окажется в серьезных неприятностях, но ей не дадут смертную казнь из-за ее королевского статуса. Алексия хочет найти Розу до Ориана, чтобы выслушать ее версию истории, однако Бета догадывается, что Роза может ничего им не рассказывать, чтобы избежать возможных неприятностей между королевствами. Алексия понимает это, поэтому она раздражена, так как они клянутся союзниками. Бета попытается собрать больше информации, а Алексия решает посоветоваться с сестрой. После ухода Алексии Бета догадывается, что ей могут дать больше информации о Факине Изврате, что займет ее время и не позволит сделать что-то, что могло бы привести к неприятностям. Ей сообщают, что Роза проникла через канализацию и находится в подземных руинах прямо сейчас. Сид размышляет, что делать, но решает продолжить свою роль из Тени. Между боями на турнире он встречает Беатрикс, которая чует запах эльфа на Сиде и спрашивает, знает ли он эльфов. Сид подтверждает, и Беатрикс объясняет, что ищет дочь своей сестры и хочет узнать, видел ли Сид кого-то, кто похож на нее. Сид сразу вспоминает об Альфе, но отрицает. Затем Беатрикс достает свой меч, чтобы перерубить голову Сида. Сид понимает, что она намеревается остановиться, прежде чем это произойдет, и действует как фоновый персонаж, шокированный происходящим. Затем Беатрикс извиняется, говоря, что думала, что он сильнее, но, видимо, она ошиблась. Квинтон видит Аннероз и догадывается, что она здесь, чтобы наблюдать за Фониусом, как и вчера. Он спрашивает ее, что она думает о его бое, и Аннероз говорит, что его противник, предположительно, споткнулся и проиграл. Квинтон соглашается, но уверен, что Фониус что-то сделал. Он не мог видеть это, но знает, что Аннероз может объяснить. Аннероз объясняет, что она не могла видеть всё, и не ожидала увидеть кого-то быстрее, чем могут следить ее глаза, но она видела движение его правой руки, однако то, что последовало, было слишком быстрым для нее. Квинтон затем догадывается, что он неправ, что Фониус использовал какой-то артефакт и не нарушил правила. Аннероз не может опровергнуть это, но оба уверены, что его бой с Голдо Кинмеки должен раскроет это. Аннероз говорит, что Голдо никогда не проигрывал. Ей пришлось сражаться с ним три раза, но Голдо просто не сражается с теми, кто мог бы его победить, и сдается. Его прозвище "Неоспоримый", но он его ненавидит и использует "Вечная Победа". Когда матч между Голдо и Фониусом начинается, Квинтон осознает, что Аннероз имеет в виду, что либо Голдо не видел настоящей силы Фониуса, либо Фониус обманывает. Бой начинается, и Голдо бросается на Фониуса. Он машет мечом, но Фониус хрустит шеей и уклоняется. Затем Голдо чувствует, как Фониус дергает меч и поражает его, но Фониус медленно вытаскивает его и ждет. Квинтон удивлен, что Фониус смог уклониться, но он не видел, что произошло. Аннероз объясняет, что Фониус хрустнул шеей и избежал атаки. Квинтон не может поверить, что такое совпадение может случиться, но Аннероз задается вопросом, не совпадение ли это. Она едва видела это, что не является чем-то, что обычный человек может делать. Голдо говорит Фониусу, что он не нравится ему. У него был один шанс из миллиона победить его, но он не использовал его. Злой от унижения, Голдо решает взяться за дело и создает золотого дракона из своей магической силы. Он бросается на Фониуса, но Фониус чихает и сдувает дракона и Голдо, что приводит к его победе. Аннероз отмечает, что Голдо оказался сильнее, чем она ожидала, и если бы он сражался чаще с более сильными рыцарями, он бы стал довольно хорошим. Квинтон задается вопросом, что сделал Фониус, и Аннероз объясняет, что, если она правильно увидела, он чихнул. В тот момент, когда он это сделал, его меч тоже опустился, и Голдо врезался в него. Квинтон находит это нереальным и уходит, говоря, что если Фониус продолжит выигрывать, он в конечном итоге встретит его и покажет, из чего он сделан. Аннероз задается вопросом, может ли она двигаться, как Фониус, и начинает хрустеть шеей и чихать. | |                   |                 |                 |
| 17 | «Лунный свет, что пронзает тьму» транслит..: «Ями ни сасу гэкко:» (ориг..: 闇に射す月光)                                           | Дайсукэ Такасима  | Мио Иноуэ       | 25 января 2023  |
| Старшая сестра Сида, Клер, приходит в гости, но он уходит от нее, притворившись, что присоединяется к Гали за охотой на Розу и за неплохую награду за нее. Сид на самом деле уважает Розу за то, что она рискнула всем, чтобы избежать нежеланной свадьбы. Сид случайно слышит игру "Сонаты при лунном свете", его личной любимой музыкальной композиции из-за ее мрачного тона, и быстро находит, что это Эпсилон играет на фортепиано. Она объясняет, что смогла выработать полезные связи в королевстве Ориана, выступая в роли умелой пианистки. Принцесса Алексия и Бета подозревают, что Роза сбежала, узнав, что Факин тайной культист, использующий магию для гипноза и обездвиживания короля, и они отправляются в подземные руины, чтобы найти ее. Роза, теперь серьезно страдая от зараженной крови, размышляет о сдаче себя, чтобы не втянуть Роз в войну. Внезапно она слышит "Сонату при лунном свете" и находит Тень, играющего на фортепиано, который он украл у Эпсилон ранее. В обширной подземной комнате. Она понимает, что не может сдаться, поэтому Тень излечивает ее кровь и дарует ей силу, прежде чем исчезнуть. Солдаты культа находят Розу, но она убивает их и решает завершить свое партнерство с принцессой Алексией и Бетой, чтобы сражаться в одиночку. Это обстоятельство радует Бету, который уверен, что именно это была цель Сида с самого начала. Сид, между тем, просто доволен, что ему удалось создать драматический момент, играя на фортепиано под землей, чтобы произвести впечатление на Розу. Он возвращается домой и обнаруживает, что гневная Клер ждала его весь день. | |                   |                 |                 |
| 18 | «Ставка на мгновение» транслит..: «Сэцуна ни какэру» (ориг..: 刹那に賭ける)                                                        | Ёсинобу Токумото  | Кунъихико Окада | 1 февраля 2023  |
| После жестокого наказания Сида за его небрежность, Клер раскрывает, что она заменяет все ещё отсутствующую Розу на фестивале и настаивает на том, чтобы Сид наблюдал за ней с VIP-мест. Сид сидит рядом с Айрис, которая извиняется за инцидент с Зеноном. Они обсуждают соперника - темного рыцаря, Беатрикс, эльфийскую Богиню Войны, первого чемпиона фестиваля, и Сид понимает, что Беатрикс - тётя Альфы. Сид уходит, чтобы переодеться и сразиться с Аннероз. Факин Изврат занимает место рядом с Айрис, которая недолюбливает его; он выражает уверенность в том, что Роз вернётся и выйдет за него замуж. Он также предлагает, что его интересует найм сильных воинов, в частности, Аннероз. На арене Аннероз пытается уровняться со скоростью Фониуса Персона, но проигрывает. Это усиливает решимость принцессы победить Фониуса на следующем матче. Факин Изврат расследует про Фониуса, хотя он уверен, что у него нет связи с "Садом Теней". Аннероз благодарит Фониуса за то, что он показал ей, что у неё ещё есть место для улучшения, и приглашает его работать на государство её страны, но он отказывается. Сид с нетерпением ждет победы над Айрис, чтобы стать легендой, исчезнув мистически сразу после победы. Клер встречает его в его комнате и тихо напоминает ему, что он забыл посмотреть её бой. | |                   |                 |                 |
| 19 | «Танцующая марионетка» транслит..: «Одору нингё:» (ориг..: 踊る人形)                                                               | Дайсукэ Такасима  | Мио Иноуэ       | 8 февраля 2023  |
| Сид сидит рядом с принцессой Айрис и Беатрикс, чтобы наблюдать за следующим матчем Клер. Факин Изврат продолжает давать королю наркотики в надежде, что Роз попытается его спасти. Он также планирует дать королю общественно убить отца Айрис и принцессы Алексии, короля Мидгара, чтобы вызвать войну. Клер выигрывает свой матч и яростно ищет Сида, который снова отсутствует в аудитории. Айрис сражается с Фониусом, но видит жуткие предсказания о том, как он моментально убивает её одним контратакующим движением; Фониус вскоре разоруживает и побеждает её одним движением. Роз вторгается в VIP-зону с помощью "Сада Тени", и Факин Изврат бешено злится, когда она убивает своего собственного отца, который выражает благодарность за то, что он наконец освободился от контроля Факина Изврата. Роз хочет покончить с собой, но Фониус останавливает её, прыгая с арены в одном прыжке, чтобы ворваться в VIP-бокс, убить людей Факина Изврата и сбросить свой облик, чтобы раскрыть, что он - "Тень". Роз понимает, что "Тень" - это тот самый мальчик, которого она когда-то знала как "Стильный Охотник на разбойников", и раскрывает, что когда Сид тренировал себя в детстве, он убил бандитов, которые случайно похитили её, встреча, которая вдохновила Роз на изучение мастерства меча. Понимая, что она не может умереть пока, Роз снова убегает. Беатрикс, мечтавшая сразиться с "Фониусом" с момента их встречи, понимает, что "Тень" - это разыскиваемый террорист, и вступает с ним в поединок. | |                   |                 |                 |
| 20 | «Пришествие демона» транслит..: «Мадзин ко:рин» (ориг..: 魔人降臨)                                                                 | Кадзуя Наканъиси  | Канъити Като    | 15 февраля 2023 |
| Альфа встречается с Розой и предлагает ей вступить в "Сад Теней", что Роза принимает. Во время поединка Беатрикс и "Тени", принцесса Айрис присоединяется к первой в бою против "Тени". После битвы, которая охватывает большую часть города, "Тень" снова показывает свою атомную атаку, способную уничтожить город, чему Айрис и Беатрикс испытывают ужас, но "Тень" исчезает в последний момент перед взрывом, оставив принцессу Айрис в ярости, разочаровании и ещё более решительной в своей мести. Факин Изврат вынужден умолять своего хозяина о прощении за свою неудачу. Беатрикс покидает столицу, печальная тем, что не смогла найти свою племянницу. Скрывшись в своей комнате, теперь усеянной плакатами с изображением "Тени", душевно разлагающаяся Шерри слышит новости об его нападении и обновляет своё обещание однажды убить его. Узнав, что "Тень" раскрыт перед миром, "Сад Тени" начинает подготовку для поддержки Сида дальше, надеясь, что он скоро начнёт активнее участвовать в их организации. Альфа ведёт Розу в горы, населенные монстрами, недалеко от деревни, где выросли Сид и Клер, и раскрывает, что в горах находится старое Королевство Александрия, теперь новая секретная база операций "Сада Тени". Там, находясь в отчаянии, Роза лишается всего - своего имени, одежды и последнего сувенира, который у неё остался от Сида, каким она его знала. Теперь одетая в характерный слизневый костюм оперативников "Сада Тени", она становится Солдатом 666 в их армии и начинает тренировки, чтобы доказать им свои способности и навыки под их надзором. Между тем, Сид ненадолго задерживается в подземельях столицы, играя "Сонату при лунном свете" на украденном пианино. Будучи довольным качеством своей роли с принцессой Айрис и леди Беатрикс, он выражает своё ожидание будущих игр. | |                   |                 |                 |

Параллельно с оригинальным сериалом с 26 октября 2022 года на Youtube выпускались двухминутные серии спин-оффа Kagejitsu!, созданного студией PuYUKAI. Режиссёром выступил Дайсукэ Айдзава, за дизайн и анимацию отвечал Минору Такэхара. Эти серии выполнены в тиби-стиле. 
Второй сезон аниме-сериала "Kage no Jitsuryokusha ni Naritakute!" (или "The Eminence in Shadow") был анонсирован 22 февраля 2023 года. В нем зрителям покажут, как Сид и сад теней продолжут свои приключения, сражаясь с новыми противниками и раскрывая все больше секретов. Кроме того, в этом сезоне будет более акцентирована на личности Сида Кагэно, его прошлом и мотивации. Зрители увидят, как он сталкивается с новыми проблемами и вызовами, которые заставят его переосмыслить свои цели и идеалы. Ожидается, что второй сезон будет также содержать много экшена, юмора и драмы, а также раскроет загадки, оставленные в первом сезоне.
| 01    | Бесчинный город «Мухо: тоси» (無法都市)                                 | Кадзуя Наканиси  | Канъити Като | 4 октября 2023  |
| Вышло |                                                                         |                  |              |                 |
| 02    | «Убежище» транслит..: «Ансоку но ти» (ориг..: 安息の地)                 | Дайсукэ Такасима | Неизвестно   | 11 октября 2023 |
| Вышло |                                                                         |                  |              |                 |
| 03    | «Час пробуждения» транслит..: «Какусэй но токи» (ориг..: 覚醒の刻)      | Кадзуя Наканъиси | Неизвестно   | 18 октября 2023 |
| Вышло |                                                                         |                  |              |                 |
| 04    | «Маска притворства» транслит..: «Ицувари но камэн» (ориг..: 偽りの仮面) | Дайсукэ Такасима | Неизвестно   | 25 октября 2023 |
| Вышло |                                                                         |                  |              |                 |
| 05    | «Тайное влияние» транслит..: «Ито о хику моно» (ориг..: 糸を引く者)     | Кадзуя Наканъиси | Неизвестно   | 1 ноября 2023   |
| Вышло |                                                                         |                  |              |                 |
| 06    | «Джон Смит» транслит..: «Дзён Сумису» (ориг..: ジョン・スミス)          | Дайсукэ Такасима | Неизвестно   | 8 ноября 2023   |
| Вышло |                                                                         |                  |              |                 |
| 07    | «Кое-что ценное» транслит..: «Тайсэцу на моно» (ориг..: 大切なもの)     | Кадзуя Наканъиси | Неизвестно   | 15 ноября 2023  |
| Вышло |                                                                         |                  |              |                 |
| 08    | «Слёзы дракона» транслит..: «Рю: но намида» (ориг..: 龍の涙)            | Дайсукэ Такасима | Неизвестно   | 22 ноября 2023  |
| Вышло |                                                                         |                  |              |                 |
| 09    | «Ключ» транслит..: «Каги» (ориг..: 鍵)                                  | Дайсукэ Такасима | Неизвестно   | 29 ноября 2023  |
| Вышло |                                                                         |                  |              |                 |
| 10    | «Птица в клетке» транслит..: «Каго но тори» (ориг..: 籠の鳥)            | Дайсукэ Такасима | Неизвестно   | 6 декабря 2023  |
| Вышло |                                                                         |                  |              |                 |
| 11    | «Настойчивость» транслит..: «Кэцудан» (ориг..: 決断)                    | Кадзуя Наканъиси | Неизвестно   | 13 декабря 2023 |
| Вышло |                                                                         |                  |              |                 |
| 12    | «Выше всех» (ориг..: Highest)                                           | Кадзуя Наканъиси | Неизвестно   | 20 декабря 2023 |
| Вышло |                                                                         |                  |              |                 |

### Видеоигра
В 2022 году вышла игра Kage no Jitsuryokusha ni Naritakute! Master of Garden (The Eminence in Shadow: Master of Garden) на основе истории для iOS, Android и Windows.